# Tekstylszczyk
Tekstylszczyk (biał. Тэкстыльшчык; ros. Текстильщик) – przystanek kolejowy w pobliżu miejscowości Stajki, w rejonie mohylewskim, w obwodzie mohylewskim, na Białorusi. Położony jest na linii Orsza - Mohylew - Żłobin.